# Robert de Cricklade
Robert de Cricklade (c. 1100-1179) fue un escritor inglés y prior del priorato de St Frideswide en Oxford. Era nativo de Cricklade y enseñó antes de convertirse en clérigo. Escribió varias obras teológicas, así como una biografía perdida de Thomas Becket, el arzobispo de Canterbury asesinado.

## Vida
Robert era de Cricklade en Wiltshire y era de ascendencia anglosajona. En algún momento, enseñó en las escuelas, donde lo llamaban "maestro" por su aprendizaje. Se convirtió en canónigo agustino en la abadía de cisterciense antes de convertirse en prior del priorato de St Frideswide en Oxford, cargo que ocupó desde algún momento antes de finales de 1139, cuando se le certifica por primera vez en el cargo, hasta después de 1174, su última aparición como prior. En 1158 se dirigió a Roma, ampliando sus viajes a Sicilia y París en el mismo viaje. Otro viaje fue a Escocia en la década de 1160. Posiblemente también viajó a Roma en 1141 ya París en 1147, pero estos viajes no están atestiguados con seguridad. Aunque los historiadores anteriores afirmaron que él era el canciller de Oxford, esta oficina aún no existía durante la vida de Robert. Hubo estudiantes en Oxford durante su vida, aunque su papel preciso en la enseñanza local no está claro.

## Escritos
- De connubio Iacob
- Defloratio historie naturalis Plinii
- Speculum fidei
- Omelie super Ezechielem
- Vita et miracula sancte Thome Cantuariensis
- Letter to Benedict of Peterborough
- Life of St Magnus
- Vita sancte Frideswide

## Muerte y legado
Robert murió después de 1174 y probablemente fue enterrado en su priorato. Su sucesor fue Felipe de Oxford, quien asumió el cargo en 1179. Además de sus obras teológicas, Robert también buscó en toda Inglaterra textos hebreos de las obras de Josefo, según Gerald de Wales, quien afirma en De principis instrucción que Robert sabía el idioma hebreo.